# Emma Hu
Emma Hu er den officielle maskot for det danske kvindefodboldlandshold. Emma blev første gang brugt til EM i Sverige i 2013. 
Emma er en huntiger, og hendes efternavn kommer oprindeligt fra Kina, hvor ’Hu’ betyder tiger. Hendes fornavn var det mest populære pigenavn i Danmark i både 2013 og 2014.
Emma Hus personlighed er bygget op omkring de værdier man fra DBUs side har set og vægtet som værende vigtigst hos kvindelandsholdet.
Emma Hu er beskrevet som klog og kraftfuld, feminin og fysisk stærk, eksplosiv og elegant. Egenskaber der både tiltaler det sportslige og det kvindelige.
En anden karakter der skal symboliseres i Emma Hu er humørspredning og fokus på den gode stemning og legen med bolden. Kampagner der har været stor fokus på fra DBUs side de sidste par år. 